# ずうとるび
ずうとるび（Zoo True Bee）は、日本のバンド、日本の男性アイドルグループ。演芸番組「笑点」の「ちびっ子大喜利」出演者で結成され、1974年にレコードデビュー。バラエティタレントとしても活躍。1977年に中心人物の山田隆夫が脱退した後は新メンバーを追加して活動を継続したが、1982年をもって一旦解散。2020年に脱退した山田を加えた5人で再結成を果たした。

## 略歴
日本テレビの番組「笑点」のコーナー「ちびっ子大喜利」にて、山田隆夫が座布団10枚を獲得したことが、結成及びレコードデビューのきっかけとなった。グループ名はビートルズを並べ替えて命名されたアナグラム。
元々ギターが弾けた山田以外は全く楽器ができず、パート決めでは楽譜が読めなくても演奏できそうなドラムパートの奪い合いになったと、当時の芸能雑誌に紹介されていた。1974年2月に『透明人間』（作詞・作曲：山田隆夫）でデビューして以来、通算でシングル20枚、アルバム9枚などを発表した。
ずうとるびの代表的なヒット作品には、『みかん色の恋』・『恋があぶない』・『初恋の絵日記』・『恋の夜行列車』などがある。また、多数のバラエティ番組出演でも高い人気を持っていた。
歌番組では、4人並んで踊りながら歌う姿と、バンドとして演奏する姿の両方が見られた
また、NHK総合テレビの人気歌番組「レッツゴーヤング」の司会としても活躍し、その際にはバンド形式で演奏する姿もよく見られた。
紅白歌合戦（NHK総合・ラジオ第1）に1度（1975年）出場。
1977年、リーダーだった山田が脱退し、後任のリーダーに新井が就任。山田の後任となるサイドギター奏者として池田が加入する。
1982年をもって解散。その後、一度だけテレビ番組で山田、江藤、今村、新井のずうとるびが再結成された。
2012年6月、山田の芸能生活45周年パーティーに、江藤、今村、池田が出席。
2020年1月に後期のメンバーである江藤、新井、今村、池田の4人に1977年に脱退した山田を加え5人体制で再結成することを発表。2月にはツアーも行われた。
2021年7月21日、41年ぶりに新曲（5人体制としては初）を発表した。
2025年2月18日、うたコン出演のためにオリジナルメンバーで再集結。オリジナルメンバーの4人で代表曲「みかん色の恋」を披露した。

## メンバー

### 山田隆夫
1956年8月23日生まれ。血液型A型。東京都江東区深川出身。同グループのリーダーで、サイドギター&ボーカル担当。身長160cm。45kg（1976年2月）。
ずうとるび結成以前から作詞・作曲が趣味だった。また、ギターに関してはかなりのコレクターとして知られていた。
1977年をもって吉川桂子との結婚を機に脱退したが、2020年の再結成と同時に復帰。
1984年より、かつて出演し、グループ結成のきっかけを作った笑点の座布団運び役として活躍している。

### 江藤博利
1958年9月5日生まれ。血液型B型。宮崎県都城市出身。リードギター&リードボーカル担当。身長168cm。53kg（1976年2月）。
結成当時は最年少だったことから、「ずうとるびのジョージ・ハリスン」と言われていた。また、当時メンバーの中でも甘いマスクを持つことから、断トツの人気を誇った。
山田隆夫脱退の後を受けてボケ役を担当するようになったが、山田が何かとシャカリキしており、コントの内容と関係ないポジションでボケるのに比べ、こちらは幾分「天然ボケ」の趣があり、あくまでコントの内容に沿った役柄で周囲とやり取りする中でボケることが多かった。

### 新井康弘
1956年12月5日生まれ。血液型A型。東京都港区出身。ドラム&ボーカル担当。身長178cm。58kg（1976年2月）。弟は新井つねひろ。
1977年、ずうとるび在籍中に『岸辺のアルバム』（TBSテレビ）に出演し注目される。
山田隆夫在籍中は暴走族風の髪型の不良キャラで売っていたが、山田が脱退し、自身が2代目リーダーとなってからは、髪型もキャラクターも等身大の青年風に変わった。
当グループが一旦解散された後は、本格的に俳優の道に進んだ。俳優としての代表作は『大好き!五つ子』他。

### 今村良樹
1957年9月19日生まれ。血液型A型。東京都目黒区出身。
ベース&リードボーカル担当。身長165cm。50kg（1976年2月）。
マンガやイラストが得意で、実際にコミック雑誌『DUO』に読み切りのギャグマンガ『くるくるパーニック』を掲載したことがある。また、アイドル雑誌『明星』に刑事を兄に持つ男子高校生を主人公にした前後編の学園ミステリーを発表。
アメリカへ留学のために芸能活動休止、これがきっかけで、ずうとるびも解散。
帰国後は放送作家として『全国高等学校クイズ選手権』『マジカル頭脳パワー!!』などの人気番組の構成を担当。『お笑いマンガ道場』では構成を担当するとともに、自身も何度かゲスト出演していた。また、文化放送A&Gゾーン創成期に様々な番組を手がけて同枠の定着に功績を残した。2009年3月まで、日本テレビ系お昼の人気番組『おもいッきりイイ!!テレビ』に出演していた。
2012年5月25日に出版された山田の著書『ボクに運が巡ってくる55の理由 座布団運び山田くんの法則』の企画・構成を担当している。
現在は紙芝居師の集団「渋谷画劇団」を旗揚げ、プロデュースする一方、LINEのスタンプ作家として活躍。また、心療回想師として講演をこなしている。

### 池田善彦
1959年2月10日生まれ。血液型O型。兵庫県神戸市出身。
1977年、山田隆夫の脱退後、一般公募による新メンバー。サイドギター&ボーカル担当。
メンバー加入直後に始まった東京12チャンネル系「三波伸介の凸凹大学校」にレギュラー出演。並行して役者としても数本単発ドラマに出演していた。
現在は、東京都中野区内で飲食店のオーナーを務める一方、closemeとアコースティックユニット「IKECLO」を結成、ライブ活動を始める。

## エピソード
「ずうとるび」結成のきっかけを作った「笑点」のプロデューサーは、「ずうとるびを通じてブームの怖さとはかなさを知った。ブームに便乗するとブームが去った時に番組も終わってしまう」と雑誌の対談で語っていたことがある。この判断は1980年前後の漫才ブームのときに、ブームの中心となった漫才師達をほとんど出演させずブームからは距離を置くという形で現れている。

## ディスコグラフィ

### シングル
| 枚                      | 発売日           | タイトル                                                                             | B面                                                                        | 備考                                                    | オリコン最高位   |
| エレックレコード        | エレックレコード | エレックレコード                                                                     | エレックレコード                                                           | エレックレコード                                        | エレックレコード |
| ----------------------- | ---------------- | ------------------------------------------------------------------------------------ | -------------------------------------------------------------------------- | ------------------------------------------------------- | ---------------- |
| 1st                     | 1974年2月10日    | 透明人間 作詞：山田隆夫 作曲：山田隆夫                                               | 春です 作詞：山田隆夫 補作：佐藤公彦 作曲：山田隆夫                        |                                                         | 圏外             |
| 2nd                     | 1974年8月10日    | 恋のパピプペポ 作詞：岡田冨美子 作曲：佐瀬寿一 編曲：竜崎孝彦                        | おかあちゃん 作詞：山田隆夫 作曲：山田隆夫                                 |                                                         | 圏外             |
| 3rd                     | 1974年11月10日   | みかん色の恋 作詞：岡田冨美子 作曲：佐瀬寿一 編曲：竜崎孝路                          | こずえちゃん 作詞：山田隆夫 補作：佐藤公彦 作曲：山田隆夫                  | アルバム『ずうとるびセカンド みかん色の恋』と同時発売。 | 14位             |
| 4th                     | 1975年3月25日    | 恋があぶない 作詞：岡田冨美子 作曲：佐瀬寿一 編曲：あかのたちお                      | はばたけ僕の翼よ 作詞：山田隆夫 作曲：山田隆夫 編曲：佐瀬寿一              | アルバム『ずうとるびサード 恋があぶない』と同時発売。   | 13位             |
| 5th                     | 1975年7月1日     | 太陽の季節 作詞：岡田冨美子 作曲：穂口雄右 編曲：穂口雄右                            | 小さないさかい 作詞：岡田冨美子 作曲：佐瀬寿一 編曲：佐瀬寿一              |                                                         | 14位             |
| 6th                     | 1975年9月5日     | 初恋の絵日記 作詞：岡田冨美子 作曲：加瀬邦彦 編曲：竜崎孝彦                          | 君をひとりじめ 作詞：岡田冨美子 作曲：穂口雄右 編曲：穂口雄右              |                                                         |                  |
| 7th                     | 1975年12月20日   | 恋の夜行列車 作詞：山田隆夫 補作詞：岡田冨美子 作曲：山田隆夫                        | お手紙下さい 作詞：山田隆夫 作曲：山田隆夫                                 |                                                         | 26位             |
| 8th                     | 1976年5月10日    | ペチャパイブギ 作詞：山田隆夫 作曲：山田隆夫 編曲：ツノダヒロ                        | 君は四葉のクローバー 作詞：山田隆夫 作曲：山田隆夫                         |                                                         | 45位             |
| 9th                     | 1976年7月10日    | 愛の反逆 作詞：千家和也 作曲：佐瀬寿一 編曲：船山基紀                                | 美しい涙 作詞：千家和也 作曲：佐瀬寿一 編曲：船山基紀                      |                                                         | 27位             |
| 東芝EMI / 東芝レコード  |                  |                                                                                      |                                                                            |                                                         |                  |
| 10th                    | 1976年9月20日    | 大した娘だよキミは 作詞：阿久悠 作曲：三木たかし 編曲：三木たかし                    | 美しい涙 作詞：阿久悠 作曲：三木たかし 編曲：三木たかし                    |                                                         | 41位             |
| 11th                    | 1976年12月20日   | ふとしたはずみで 作詞：阿久悠 作曲：三木たかし 編曲：三木たかし                      | 気まぐれバス 作詞：阿久悠 作曲：三木たかし 編曲：三木たかし                |                                                         | 48位             |
| 12th                    | 1977年5月5日     | 明日の花嫁さん 作詞：岩谷時子 作曲：山田隆夫 編曲：ケン・ギブソン                    | 二人の夏 作詞：岩谷時子 作曲：山田隆夫 編曲：ケン・ギブソン                | この作品をもって山田はずうとるびを脱退。                | 47位             |
| 13th                    | 1977年10月5日    | 青春のひらめき 作詞：石原信一 作曲：あかのたちお 編曲：あかのたちお                  | 失恋記念日 作詞：石原信一 作曲：あかのたちお 編曲：あかのたちお            | この作品から山田に代わり池田善彦が加入。                | 40位             |
| 14th                    | 1977年12月20日   | 止めるならいまのうち 作詞：石原信一 作曲：あかのたちお 編曲：あかのたちお            | 港できめろ 作詞：石原信一 作曲：あかのたちお 編曲：あかのたちお            |                                                         | 圏外             |
| 15th                    | 1978年3月20日    | スカイランデブー 作詞：三浦徳子 作曲：佐瀬寿一 編曲：佐藤準                          | 美しい涙 作詞：石原信一 作曲：佐瀬寿一 編曲：佐瀬寿一                      |                                                         | 69位             |
| 16th                    | 1978年6月5日     | あの娘は宇宙人 作詞：小林和子 作曲：井上忠夫                                         | スーパーマン 作詞：小林和子 作曲：井上忠夫                                 |                                                         | 93位             |
| 17th                    | 1978年9月5日     | Dr.スロットマシーン 作詞：三浦徳子 作曲：佐瀬寿一 編曲：大村雅朗                     | ボーダーライン 作詞：三浦徳子 作曲：佐瀬寿一 編曲：大村雅朗                |                                                         | 圏外             |
| 18th                    | 1979年3月20日    | Love Trip 作詞：芹沢彩 作曲：小泉まさみ 編曲：小泉まさみ                             | グッド・バイ 作詞：高津寛子 補作詞：今村良樹 作曲：ずうとるび 編曲：西平彰 |                                                         | 圏外             |
| 19th                    | 1979年8月20日    | ウッカリBOY チャッカリGAL 作詞：近田春夫 作曲：近田春夫 編曲：井上鑑                 | NOTHING TO DO 作詞：近田春夫 作曲：近田春夫 編曲：井上鑑                   |                                                         | 圏外             |
| 20th                    | 1980年2月5日     | マルガリータ 作詞：ケーシー・ランキン 訳詞：篠塚満由美 作曲：芳野藤丸 編曲：大谷和夫 | それはないよ……! 作詞：篠塚満由美 作曲：芳野藤丸 編曲：大谷和夫             | ラストシングル。                                        | 圏外             |
| BESPOKE JAM/BSMレーベル |                  |                                                                                      |                                                                            |                                                         |                  |
| 21st                    | 2021年7月21日    | SAIKAI〜ああ麗しのみかん色〜 作詞・作曲・編曲：上田ケンジ                            | 娘ドロボウ 作詞・作曲・編曲：上田ケンジ                                    | 再結成後のニューシングル                                |                  |

### オリジナル・アルバム
| 枚                                 | 発売日                      | タイトル                                         | 備考                                               |
| エレックレコード 愛レーベル        | エレックレコード 愛レーベル | エレックレコード 愛レーベル                      | エレックレコード 愛レーベル                        |
| ---------------------------------- | --------------------------- | ------------------------------------------------ | -------------------------------------------------- |
| 1st                                | 1974年4月10日               | ずうとるびファースト                             |                                                    |
| 2nd                                | 1974年11月10日              | ずうとるびセカンド みかん色の恋                  | シングル「みかん色の恋」と同時発売。               |
| 3rd                                | 1975年3月25日               | ずうとるびサード 恋があぶない                    | シングル「恋があぶない」と同時発売。               |
| 4th                                | 1975年8月1日                | ずうとるびフォース 愉快な仲間たち どりーむらんど |                                                    |
| 5th                                | 1976年3月25日               | 恋の夜行列車〜愛と冒険の旅〜                     |                                                    |
| 東芝EMI / 東芝レコード             |                             |                                                  |                                                    |
| 6th                                | 1976年10月20日              | ファイト!!                                       |                                                    |
| 7th                                | 1977年7月5日                | 明日の花嫁さん ビバ・ジャパン'77                 |                                                    |
| 8th                                | 1978年2月5日                | Beginning                                        |                                                    |
| 9th                                | 1978年8月5日                | 真夜中のピクニック                               | ラストアルバム。                                   |
| ホットスプリングディスコグラフィー |                             |                                                  |                                                    |
| 10th                               | 2023年8月6日                | ぽ！ぽ！ぽくらは壮年探偵団                       | 再結成後のニューアルバム。さくまひできプロデュース |

### ライブ・アルバム
| 枚               | 発売日           | タイトル                     | 備考             |
| エレックレコード | エレックレコード | エレックレコード             | エレックレコード |
| ---------------- | ---------------- | ---------------------------- | ---------------- |
| 1st              | 1975年9月25日    | ずうとるびファースト・ライブ |                  |

### ベスト・アルバム
| 枚                     | 発売日                 | タイトル                                               | 備考                                                   |
| 東芝EMI / 東芝レコード | 東芝EMI / 東芝レコード | 東芝EMI / 東芝レコード                                 | 東芝EMI / 東芝レコード                                 |
| ---------------------- | ---------------------- | ------------------------------------------------------ | ------------------------------------------------------ |
| 1st                    | 1977年2月10日          | ずうとるび すとうりい                                  |                                                        |
| 2nd                    | 1977年9月5日           | ずうとるび すとうりい ぱあとII 山田隆夫卒業アルバム    | 山田隆夫の結婚脱退により急きょ発売された企画アルバム。 |
| エレックレコード       |                        |                                                        |                                                        |
| 3rd                    | 2008年3月26日          | ずうとるび ベストアルバム                              | 販売元：ジェネオンエンタテインメント                   |
| 4th                    | 2011年3月16日          | ずうとるび ゴールデン☆ベスト〜エレック・セレクション〜 | 販売元：ポニーキャニオン                               |
| 5th                    | 2014年2月26日          | ずうとるび ゴールデン☆ベスト                           | 販売元：ワーナーミュージック・ジャパン                 |

### オムニバス・アルバム
| 枚               | 発売日           | タイトル                 | 備考                                                                                    |
| エレックレコード | エレックレコード | エレックレコード         | エレックレコード                                                                        |
| ---------------- | ---------------- | ------------------------ | --------------------------------------------------------------------------------------- |
| 1st              | 1976年2月25日    | ずうとるびとその仲間たち | キャシー&カレン、ジミー、レモンパイ、まりちゃんズの楽曲も収録したオムニバス・アルバム。 |

### タイアップ一覧
| 楽曲                      | タイアップ                     | 収録作品                              | 時期   |
| ------------------------- | ------------------------------ | ------------------------------------- | ------ |
| スカイランデブー          | グリコ『スカイミント』CMソング | シングル「スカイランデブー」          | 1978年 |
| ウッカリBOY チャッカリGAL | 東宝映画『ピーマン80』のテーマ | シングル「ウッカリBOY チャッカリGAL」 | 1979年 |

## 出演

### テレビ番組
- 笑点（日本テレビ） - ちびっ子大喜利に出演。
- 学校そば屋テレビ局（TBS）
- 笑って!笑って!!60分（TBS）
- レッツゴーヤング（NHK総合）
- 時間だヨ!アイドル登場（日本テレビ） - 渡米したフィンガー5に替わり、1976年頃[いつ?]からメインレギュラーを務めていた。山田の脱退後にも引き続き出演した。
- 三波伸介の凸凹大学校（東京12チャンネル→テレビ東京）
- うたコン（NHK総合） - 2025年2月18日放送分。山田、江藤、新井、今村の4人が出演し「みかん色の恋」を披露した[6]。

### NHK紅白歌合戦出場歴
| 年度/放送回               | 回 | 曲目         | 出演順 | 対戦相手       |
| ------------------------- | -- | ------------ | ------ | -------------- |
| 1975年（昭和50年）/第26回 | 初 | 初恋の絵日記 | 04/24  | キャンディーズ |

注意点
- 出演順は「出演順/出場者数」で表す。

### ラジオ番組
- ずうとるびのドリームランド（ニッポン放送）

### 映画
- ずうとるび 前進!前進!大前進!!（1975年7月5日公開。東映） - ドキュメンタリー[9][10]。主演作。
- ピーマン80（1979年9月。東宝）

### CM
- 小西六「サクラカラー」
- グリコ「スカイミント」